# Seznam perujskih politikov
Seznam perujskih politikov.

## A
Ciro Alegría - Luis Alva Castro - Maricarmen Alva - Alberto Andrade - Pedro Miguel Angulo Arana -                 Eduardo Arana Ysa  -Mercedes Aráoz Fernández 

## B
Fernando Belaúnde Terry - Violeta Bermúdez Valdivia - Hugo Blanco Galdós (trockist) - Dina Boluarte Zegarra - José Alfonso Ernesto Bustamante y Bustamante

## C
Luis Castañeda Lossio - Pedro Castillo - Pedro Álvaro Cateriano Bellido - Vladimir Cerrón Rojas - José Antonio Chang - Betssy Chávez - Martha Chávez - Leyla Chihuán - Javier Pérez de Cuéllar de la Guerra (1920-2020) 

## D
Roberto Dañino - Javier Diez Canseco - Luis Solari De La Fuente

## E
Luis Antonio Eguiguren - Marisol Espinoza

## F
Rosario del Pilar Fernández Figueroa-Carlos Ferrero - Lourdes Flores - Alberto Fujimori - Keiko Fujimori

## G
Alan García - Abimael Guzmán (maoist) 

## H
Víctor Raúl Haya de la Torre - Nadine Heredia - Susana Higuchi - Martha Hildebrandt - Ollanta Humala Tasso 

## I
Elena Iparraguirre

## K
Pedro Pablo Kuczynski Godard  

## L
Augusto B. Leguía

## M
José Carlos Mariátegui - Beatriz Merino Lucero - Manuel Merino de Lama - Vladimiro Montesinos - 

## O
Ambrosio O'Higgins - José de la Riva-Agüero y Osma - Luis Alberto Otárola Peñaranda - Gustavo Lino Adrianzén Olaya   

## P
Ricardo Palma - Valentín Paniagua - Manuel Prado Ugarteche - Javier Pérez de Cuéllar -

## R
Óscar Ramírez - Ethel Ana del  Rosario Jara

## S
Francisco Rafael Sagasti Hochhausler - Luz Salgado - Yehude Simon

## T
Alejandro Toledo - Augusta la Torre

## V
Mario Vargas Llosa - Mirtha Esther Vásquez Chuquilín - Javier Velásquez - César Villanueva Arévalo - Martín Vizcarra Cornejo-  

## W
Moises Wolfenson - 

## Z
Fernando Zavala - Vicente Antonio Zeballos Salinas